# Ga Phahon Yothin 59 BTS
Ga Phahon Yothin 59 (tiếng Thái: สถานีพหลโยธิน 59, RTGS: Sathani Phahon Yothin Ha Sip Kao, phát âm [sā.tʰǎː.nīː pʰā.hǒn jōː.tʰīn hâː sìp kâːw]) là một ga BTS Skytrain, trên Tuyến Sukhumvit ở Bangkok, Thái Lan. Nhà ga thuộc mở rộng phía Bắc của Tuyến Sukhumvit và đã mở cửa ngày 16 tháng 12 năm 2020, như một phần của giai đoạn 4.